# Jacques Boucher de Perthes

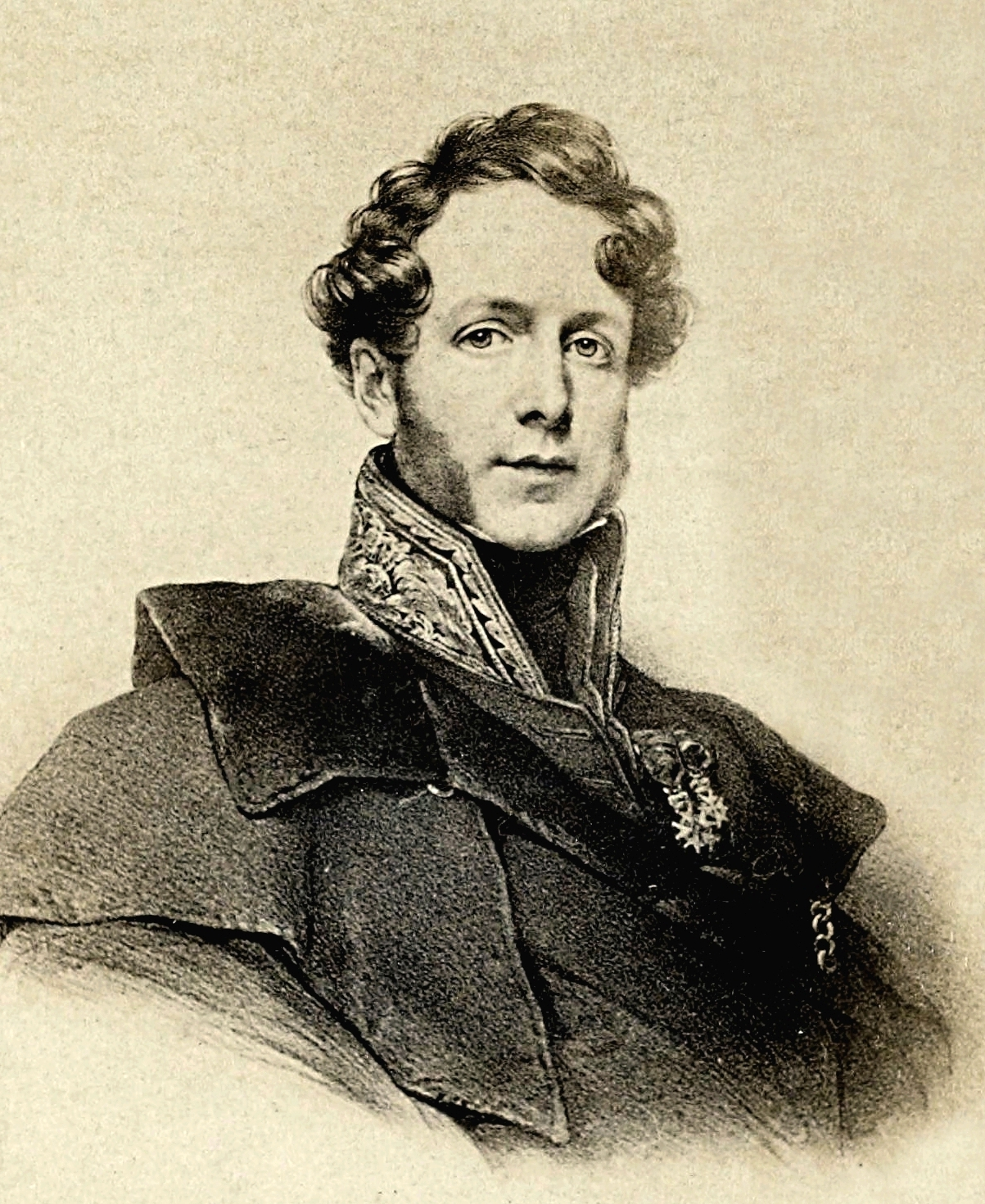
Jacques Boucher de Perthes

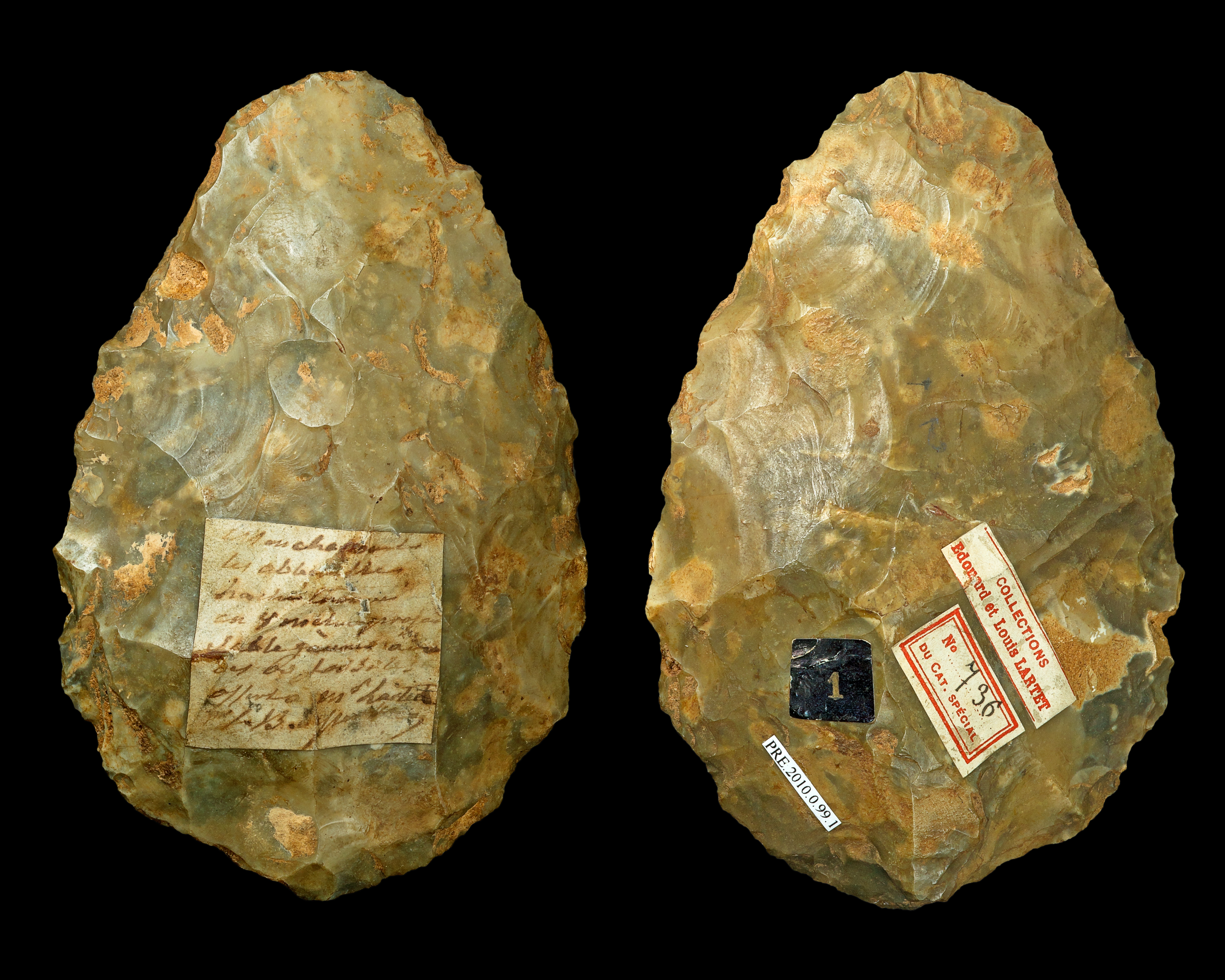
Faustkeil von Menchecourt-lès-Abbeville, ausgestellt auf der Weltausstellung von 1867

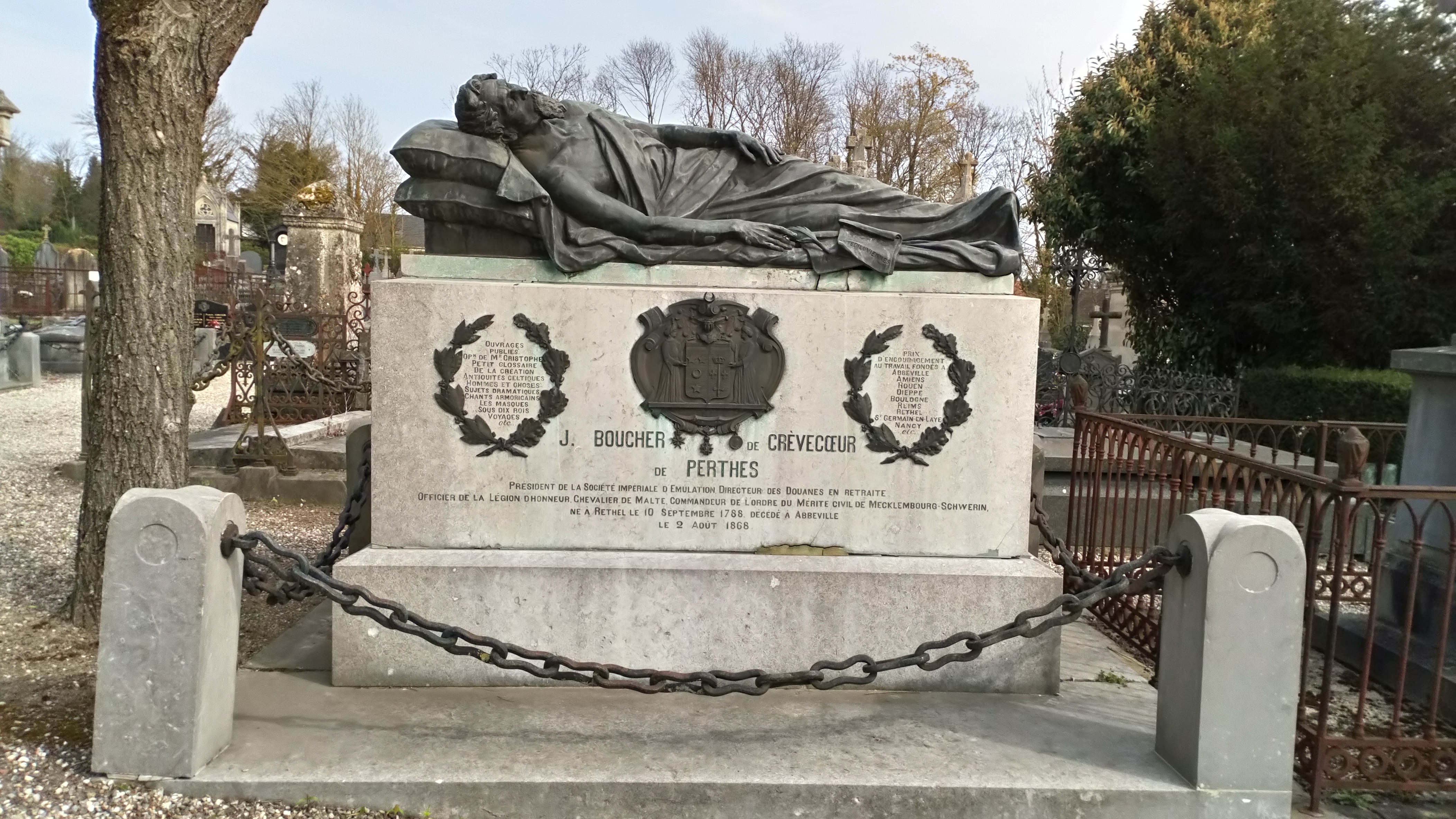
Grab

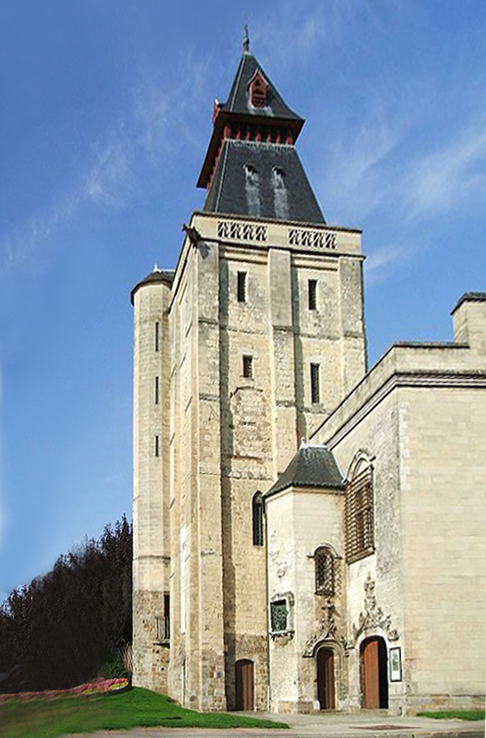
Musée Boucher-de-Perthes in Abbeville

Jacques Boucher de Crèvecoeur de Perthes [buˈʃe dəˈpɛʀt] (* 10. September 1788 in Rethel, Département Ardennes; † 5. August 1868 in Abbeville) war ein französischer Zollbeamter.
Als einer der Ersten vertrat er seit den 1840er Jahren ein eiszeitliches und irrtümlich sogar bis ins Tertiär reichendes Alter menschlicher Werkzeuge. Er wurde durch die Entdeckung „vorsintflutlicher“ Artefakte aus Feuerstein in den Kiesgruben Menchecourt-lès-Abbeville und Moulin Quignon bei Abbeville (Picardie, Nordfrankreich) bekannt, die ab etwa 1860 allgemein anerkannt wurden.

## Leben
Boucher war der älteste Sohn von Jules Armand Guillaume Boucher de Crèvecoeur und dessen Frau Étienne-Jeanne-Marie de Perthes. 1792 zog die Familie nach Abbeville, wo sein Vater zum Zolldirektor ernannt worden war. In Abbeville erhielt Boucher bis zum 14. Lebensjahr seine erste Ausbildung. 1805 wurde er als Zollleutnant nach Marseille geschickt. Die folgenden sechs Jahre bereiste Boucher Frankreich und Italien. 1811 erhielt er einen Posten in Boulogne-sur-Mer und bald darauf in Paris. 1812 wurde Boucher degradiert und nach La Ciotat geschickt. 1818 erhielt er durch einen königlichen Erlass die Erlaubnis seinen Nachnamen, den seiner Mutter hinzuzufügen. Neun Jahre verbrachte er in Morlaix, bevor er 1825 Nachfolger seines Vaters als Zolldirektor in Abbeville wurde. 
Boucher veröffentlichte auch Romane, Reisebücher, Tragödien, Bücher über Ökonomie und Philanthropie.
In Abbeville war sein Vater 1797 einer der Gründer der Société d’émulation d’Abbeville, in deren Mémoires de la Société d'émulation d'Abbeville er veröffentlichte und deren Präsident er von 1830 bis 1865 war.
In den 1850er Jahren unternahm Boucher zahlreiche Reisen: durch Süd- und Osteuropa (1853), Skandinavien (1854), Spanien und Algerien (1855), Russland (1856) und die Britischen Inseln (1860).

## Archäologische Entdeckungen
1838 fand Boucher de Perthes in den Kiesen der Somme und bei der Ausbaggerung des Sommekanals altsteinzeitliche Faustkeile und jungsteinzeitliche Steinbeile sowie Knochen ausgestorbener Tiere. 1847 verwendete er zu deren Datierung erstmals die stratigraphische Position. Seine Veröffentlichungen von 1846 stießen jedoch auf Ablehnung, da nach der Katastrophentheorie, die Georges Cuvier aufgestellt hatte, der Mensch erst nach der Sintflut und somit vor etwa 6000 Jahren erschaffen worden sei. Boucher de Perthes’ Publikationen darüber (zuerst 1847) enthalten allerdings sowohl Artefakte als auch unmodifizierte Kiesel.
Ein Umbruch bahnte sich 1855 ausgerechnet durch einen seiner Gegner an, den Geologen Marcel Jérôme Rigollot aus dem nahen Amiens – der andere war Albert Gaudry. Seine 35-jährige Sammeltätigkeit in den Kiesgruben von Saint-Acheul sollte Boucher de Perthes widerlegen. Doch die Feuersteingeräte, die er fand, überzeugten auch Rigollot von der Gleichzeitigkeit früher Menschen und ausgestorbener Tierarten. Ab 1858 kamen englische Wissenschaftler, darunter John Evans, Hugh Falconer und Joseph Prestwich, nach Abbeville und stellten sich nach der Besichtigung der Funde und Fundstellen auf seine Seite. Sie hatten, wie auch William Pengelly, bei sorgfältigen Ausgrabungen in der Kents Cavern ähnliche Funde gemacht, die in England das „vorsintflutliche“ Alter des Menschen und seine Koexistenz mit ausgestorbenen Tieren etablierten.

## Ehrungen
Am 14. August 1863 wurde Boucher zum Offizier der Ehrenlegion ernannt.
Das Musée Boucher-de-Perthes in Abbeville ist nach ihm benannt.

## Schriften (Auswahl)
Bücher
- La marquise de Montalle comédie en cinq actes. J.-N. Barba, Paris 1820 (Digitalisat).
- Opuscules lyriques. Paris 1821 (Digitalisat).
- Romances, ballades et légendes. Paris 1830 (Digitalisat).
  - 2. Auflage, Paris 1849 (Digitalisat).
- Chants armoricains ou souvenirs de Basse-Bretagne. Paris 1831 (Digitalisat).
- Opinion de M. Cristophe. 4 Teile, Paris 1831–1834:
  - Opinion de M. Cristophe sur les prohibitions et la liberté du commerce. Paris 1831 (Digitalisat).
  - Opinion de M. Cristophe suivie de son voyage commercial et philosophique. Paris 1831 (Digitalisat).
  - Opinion de M. Cristophe ou M. Cristophe à la préfecture de police. Paris 1832 (Digitalisat).
  - Opinion de M. Cristophe ou le Dernier jour d’un homme. Paris 1834 (Digitalisat).
- Nouvelles. Paris 1832 (Digitalisat).
- Satires, contes et chansonnettes. Paris 1833 (Digitalisat).
- Petit glossaire, traduction de quelques mots financiers, esquisses de moeurs administratives. 2 Bände, Paris 1835 (Band 1, Band 2).
- De la Création. Essai sur l’origine et la progression des êtres. 5 Bände, Abbeville 1838–1841 (Band 1, Band 2, Band 3, Band 4, Band 5).
- De l’Industrie primitive, ou les arts à leur origine. Paris 1846. 
  - Antiquités celtiques et antédiluviennes. Mémoire sur l’industrie primitive et les arts à leur origine. 3 Bände. Treuttel et Wurtz, Derache, Dumoulin, V. Didron, 1847–1864 (Band 1, Band 2, Band 3).
- Petites Solutions de grands mots, faisant suite au Petit glossaire administratif. Abbeville 1848 (Digitalisat).
- Hommes et choses; alphabet des passions et des sensations, esquisses de moeurs faisant suite au Petit Glossaire. 4 Bände, Paris 1850–1851 (Band 1, Band 2, Band 3, Band 4).
- Sujets dramatiques. 2 Bände, Paris 1852 (Band 1, Band 2).
- Emma, ou Quelques lettres de femmes. Paris 1852 (Digitalisat).
- De l’homme antédiluvien et de ses oeuvres. Jung-Treuttel u. a., Paris 1860 (Digitalisat).
- Les masques: biographie sans nom. Portraits de mes connaissances dédiés à mes amis. 2 Bände, Paris 1861 (Band 1, Band 2).
- Sous dix rois. Souvenirs de 1791 à 1860. 8 Bände, Paris 1863–1868 (Band 1, Band 2, Band 3, Band 4, Band 5, Band 6, Band 7, Band 8) – Autobiografie.

Reiseberichte
- Voyage à Constantinople par l’Italie, la Sicile et la Grèce, retour par la mer Noire, la Roumélie, la Bulgarie, la Bessarabie russe, les provinces danubiennes, la Hongrie, l'Autriche et la Prusse, en mai, juin, juillet et août 1853. 2 Bände, Paris 1855 (Band 1, Band 2).
- Voyage en Danemark, en Suède, en Norwège, par la Belgique et la Hollande, retour par les villes anséatiques, le Mecklembourg, la Saxe, la Bavière, le Wurtemberg et le grand-duché de Bade, séjour a Bade. En 1854. Paris 1858 (Digitalisat).
- Voyage en Russie, retour par la Lithuanie, la Pologne, la Sîlesie, la Saxe et le Duché de Nassau, séjour à Wiesbade en 1856. Paris 1859 (Digitalisat).
- Voyage à Aix-Savoie, Turin, Milan; retour par la Suisse en 1859. Paris 1867 (Digitalisat).
- Voyage en Angleterre, Écosse et Irlande, en 1860. Paris 1868 (Digitalisat).

Liedtexte
- N'y croyez pas. Prais 1819 (Digitalisat) – Komposition von Julia Piston.

Zeitschriftenbeiträge
- De l’homme antédiluvien et de ses oeuvres. In: Mémoires de la Société d'émulation d'Abbeville. 1857, 1858, 1859 et 1860. Abbeville 1861, S. 471–565 (Digitalisat).
  - = De l’homme antédiluvien et de ses oeuvres. Paris 1860 (Digitalisat, Digitalisat).
- Sur les silex taillés trouvés dans le diluvium du département de la Somme. In: Comptes rendus hebdomadaires des séances de l’Académie des sciences. Band 52, Paris 1861, S. 300–302 (Digitalisat).
- Réponse […] aux observations faites par M. E. ROBERT sur le diluvium du département de la Somme. In: Comptes rendus hebdomadaires des séances de l’Académie des sciences. Band 52, Paris 1861, S. 1134–1137 (Digitalisat).
- Mâchoire humaine découverte à Abbeville dans un terrain non remanié. In: Comptes rendus hebdomadaires des séances de l’Académie des sciences. Band 56, Paris 1863, S. 779–782 (Digitalisat).
- Nouveaux détails concernant la mâchoire humaine de Moulin-Quignon. In: Comptes rendus hebdomadaires des séances de l’Académie des sciences. Band 57, Paris 1863, S. 334–336 (Digitalisat).